# Garfield Kart
Garfield Kart ist ein Rennspiel, das 2013 für Mac, Windows, Nintendo 3DS, iOS und Android erschienen ist. 2019 erschien eine Fortsetzung namens Garfield Kart: Furious Racing für Steam, Nintendo Switch, PlayStation 4 und Xbox One.

## Spielprinzip
Garfield Kart ist ein Kart-Rennspiel, das der Mario-Kart-Reihe ähnelt. Der Spieler kann auf verschiedenen Strecken gegen andere Rennfahrer antreten, Gegenstände und Power-Ups sammeln. Das eigene Fahrzeug kann auch angepasst werden. Zudem ist es möglich online zu spielen. Spieler können aus 8 Charakteren wählen, zunächst stehen jedoch nur Garfield und Jon zur Verfügung, die anderen müssen freigeschaltet werden. Es gibt tägliche Herausforderungen, die der Spieler meistern kann und die ihm die Möglichkeit geben, sein Fahrzeug individuell anzupassen.
Es stehen drei Cups zur Auswahl: Lasagne, Pizza und Hamburger. Es gibt auch den versteckten Cup, der freigeschaltet wird, indem alle anderen Cups im Schwierigkeitsgrad 150 cc abgeschlossen werden. Jeder Cup enthält 4 Strecken. Außerdem stehen drei Schwierigkeitsstufen zur Auswahl: 50 cc, 100 cc und 150 cc.

## Rezeption
Garfield Kart erhielt überwiegend schlechte Kritiken. Kritisiert wurde das schlechte Gameplay und der schlecht gestalteten Mechanik. Nintendo Life „Garfield Kart“ eine Punktzahl von 3/10 und beschrieb es als „ein langweiliges, schrecklich unausgeglichenes Kart-Spiel“. Hardcore Gamer bewertete „Garfield Kart“ mit 1,5 von 10 Punkten und kritisierte das Spiel als „absolut schrecklich“.